# البارع في اللغة
البارع في اللغة، كتاب معجميّ لأبي علي القاليّ، من أوسع كتب اللغة، ويشتمل على خمسة آلاف ورقة، وقد رتّبه على حروف المعجم، بدأ العمل في معجمه عام 350هـ، واستمر يجمع موادَّه ويُدوِّنها حتى توفي 356هـ قبل أن يتمَّه ويهذِّبه، فتولى تهذيبه محمد بن الحسين الفهري، الذي كان مساعدًا للقالي وهو من أهل قرطبة، وصديقه محمد بن معمر الجبالي، فاستَخْرجاه من الصُّكوك والرقاع، وهذَّباه من أصوله التي هي بخطِّ القالي؛ هذا في أرجح الروايات.
رغم اشتهار هذا المعجم واشتهار صاحبه، فإن الناس لم تَمِلْ إليه، ولذلك لم يصلْ إلينا منه نسخة كاملة، فقد ضاعت منه أجزاءٌ كثيرة، وخاصة مقدِّمته التي لعلها توضِّح منهجيَّة القالي في التأليف، وبالتالي يَصعُب علينا استخلاص فلسفته وطريقته ونظرته إلى ما سبقه من معاجم.

## ترتيب الكتاب
هـ ح ع خ ع - ق ك - ض ج ش - ل ر ن - ط د ت - ص ز س -ظ ذ ث - ف ب م - وا ي.

## أقوال العلماء في الكتاب
يعدُّ (البارع) أول معجم ظهر في الأندلس، يقول عنه أبو بكر الزبيدي تلميذ القالي: «إنه قاموس واسع قد شَمِل اللغات كلها»، يَقصد باللغات اللهجات، وذكر الزبيدي أيضًا أن البارع فاق كتاب «العين» بأربعمائة ورقة، كما أن القالي ذكَر فيه بعض أصول أوضح أنها مُستعمَلة، وكان الخليل في العين قد ذكر أنها مُهمَلة، ومن العلماء المتأخِّرين الذين أثنَوا على البارع الإمام السيوطي الذي اعتبره في كتابه «بُغية الوُعاة» أصحَّ القواميس التي رآها، ويعود السيوطي ليؤاخذ علماء عصره ومثقَّفيه أنهم أهملوا بارع القالي، وانصرفوا لمُحكم ابن سِيده وصِحاح الجَوهري.

## طبعة الكتاب
- المحقق: هاشم الطعان
- الناشر: مكتبة النهضة، بغداد- دار الحضارة العربية بيروت
- سنة النشر: 1975
- عدد المجلدات: 1